# ママ (スパイス・ガールズの曲)
「ママ」（Mama）は、イギリスのガールズ・グループ、スパイス・ガールズのデビュー・アルバム『スパイス』からの4枚目のシングルで「Who Do You Think You Are」と共に両A面シングルとして発売された。このシングルはUKのみで60万枚を売り上げた。

## ミュージック・ビデオ
同曲のミュージック・ビデオはメンバー5人の母親が主人公である。スパイス・ガールズの5人が子供達やその親に向けて「母親への愛」について歌う。また、歌っている途中、メンバー5人の母親が娘の写真を抱くというシーンが挿入される。

## トラックリスト
- UK CD1

1. Mama (ラジオ・バージョン) - 3:40
2. Who Do You Think You Are (ラジオ・バージョン) - 3:44
3. Baby Come Round - 3:22
4. Mama (Biffco Mix) - 5:49

- UK CD2

1. Who Do You Think You Are (ラジオ・バージョン) - 3:44
2. Mama (ラジオ・バージョン) - 3:40
3. Who Do You Think You Are (Morales Club Mix) - 9:30
4. Who Do You Think You Are (Morales Dub Mix)- 7:00

## チャート
| チャート       | 順位 |
| -------------- | ---- |
| イギリス       | 1    |
| アイルランド   | 1    |
| フランス       | 89   |
| ドイツ         | 99   |
| オーストリア   | 7    |
| フィリピン     | 1    |
| ラトビア       | 1    |
| スイス         | 6    |
| スウェーデン   | 5    |
| ノルウェー     | 12   |
| フィンランド   | 15   |
| オーストラリア | 13   |

UKでの売り上げ66万枚